# 17694 Jiránek
(17694) Jiránek, denumire internațională (17694) Jiranek, este un asteroid din centura principală de asteroizi.

## Descriere
17694 Jiránek este un asteroid din centura principală de asteroizi. A fost descoperit pe 4 martie 1997 la Observatorul Kleť de Miloš Tichý și Zdeněk Moravec
. Asteroidul prezintă o orbită caracterizată de o semiaxă mare de 2,84 ua, o excentricitate de 0,08 și o înclinație de 3,2° în raport cu ecliptica.